# Гребля Ваді-Муайдін
Гребля Ваді-Муайдін (Wadi Muaydin) — інженерна споруда на півночі Оману.
У другій половині 20 століття зростання населення Оману та розширення поливного землеробства почало призводити до виснаження водоносних горизонтів, що на тлі пустельного клімату були головним джерелом прісної води в країні. Як наслідок, розробили програму їх поповнення шляхом спорудження численних гребель, які б утримували воду під час короткочасних дощів та забезпечували максимальне всотування води у алювіальні породи русла.
Двадцять першою та однією з найбільших за розмірами водосховища греблею такого типу стала завершена в 2002 році споруда у Ваді-Муайдін (дещо більш ніж за сотню кілометрів на південний захід від Маската) із водозбірним басейном площею 313 км2. Долину ваді перекрили гравійно-глиняною насипною спорудою довжиною 3365 метрів та висотою до 10,2 метра. Чотири ділянки греблі загальною довжиною 650 метрів виконані як водопропускні та мають бетонне покриття, при цьому вони дещо нижчі за сусідні — до 9,1 метра.
Гребля здатна утримувати 2,5 млн м3 води.
Для випуску води до нижньої ділянки русла ваді передбачені 5 кульвертів.